# Ипатьев, Николай Николаевич
Никола́й Никола́евич Ипа́тьев (18 февраля 1869, Москва, Российская империя — 20 апреля 1938, Прага, Чехословакия) — русский офицер, инженер и общественный деятель, владелец Ипатьевского дома, в котором содержался и был расстрелян с семьёй и слугами император Николай II.

## Биография

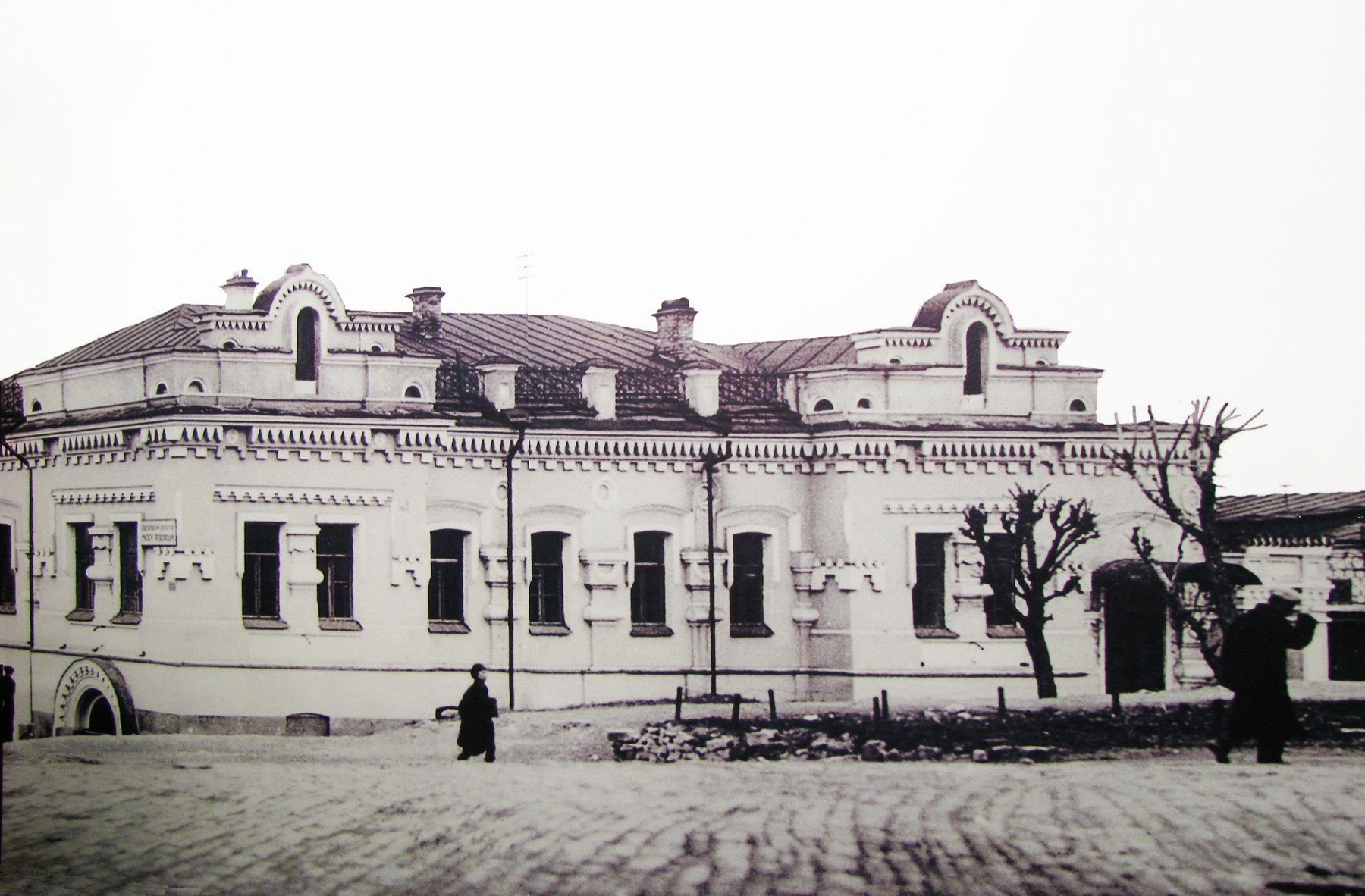
Дом Ипатьева

Родился в 1869 году в Москве в семье архитектора Николая Алексеевича Ипатьева  (1839–1890) и Анны Дмитриевны Глики. Помимо Николая в семье воспитывались сестра Вера и старший брат Владимир (1867—1952), который стал известным химиком.
Окончил 3-й Московский кадетский корпус, Николаевское инженерное училище в Санкт-Петербурге и Военно-инженерную академию. В 1906 году после службы в армии вышел в отставку в звании инженера штабс-капитана (по другим источникам, в звании капитана) и поселился в Екатеринбурге, где приобрёл дом, позже ставший известен как дом Ипатьева.
Принимал участие в строительстве железной дороги Екатеринбург—Кунгур—Пермь. Вёл активную общественную и краеведческую деятельность. Участвовал в разработке проекта строительства корпуса Уральского горного института. Был инженером железнодорожных войск.
В конце 1917 года Ипатьева выселили из дома по распоряжению советских властей. В доме поместили семью царя Николая II. Царская семья была расстреляна в ночь на 17 июля 1918 года. 22 июля Ипатьеву вернули ключи от дома, но он решил не возвращаться в этот дом и более в нём не жил (по другим источникам 22-го июля ключи были возвращены не самому Н. Н. Ипатьеву, а его родственнице Е. Ф. Попель, а сам Ипатьев, вызванный из села Курьинское телеграммой, вернулся в Екатеринбург только в августе).
При белых входил в состав городской думы, где возглавлял думские комиссии (санитарно-эпидемиологическую и др.), продолжал активную общественную работу, работал в строительстве, занимался преподаванием в Горном институте.

## В эмиграции
Эмигрировал в Чехословакию. Жил в Праге, где занимался преподавательской деятельностью. Там же скончался 20 апреля 1938 года; похоронен на Ольшанском кладбище, во дворе Успенской церкви.

## Семья
- Брат — Владимир Николаевич Ипатьев (1867—1952) — химик, с 1994 года Российской академией наук за выдающиеся работы в области технической химии, присуждается Премия имени В. Н. Ипатьева.
- Сестра — Вера.
- Брат — Лев Александрович Чугаев (1873—1922) — химик.
- Жена — Мария Фёдоровна Ипатьева (д. Гельцер) (1876—1953), дочь Фёдора Фёдоровича Гельцера (1839—?), артиста балета, её дядя Василий Фёдорович Гельцер  (1841—1909) — артист балета и педагог[2].